# Spencerville (Ohio)
Spencerville ist ein Village im Allen County des US-Bundesstaats Ohio in den Vereinigten Staaten von Amerika. Das U.S. Census Bureau hat bei der Volkszählung 2020 eine Einwohnerzahl von 2.198 ermittelt.

## Geographie

### Geographische Lage
Spencerville liegt im Nordwesten von Ohio, und damit im Central Lowland der Interior Plains. Die Region ist ohne größere Erhebungen mit insgesamt leicht gen Eriesee abfallendem Terrain. Die Böden werden intensiv landwirtschaftlich genutzt. Durch das Ortsgebiet von Spencerville verläuft ein Bach namens Sixmile Creek, der etwa sechs Kilometer nordöstlich von Spencerville in den Auglaize River mündet. Etwa zwei Kilometer südlich des Orts liegt die Wasserscheide zum St. Marys River.

### Nachbargemeinden
Das Village Spencerville wird vollständig vom Township Spencer umschlossen. Wenige hundert Meter östlich liegt allerdings bereits das Amanda Township. Lima liegt etwa 20 km östlich von Spencerville, Fort Wayne etwa 80 km nordwestlich.

## Geschichte
In der ersten Hälfte der 1840er-Jahre wurde in der Region der Miami und Erie-Kanal errichtet, der Cincinnati und den Ohio River mit dem Eriesee verbinden sollte. Der im heutigen Ortsgebiet gelegene Kanalabschnitt wurde 1843 ausgehoben und 1844 in Betrieb genommen. Für die Versorgung der Arbeiter bestand dort ab 1843 ein Handelsposten. Im folgenden Jahr erwarben drei Unternehmer (Tyler, McConnell und Conover) aus Dayton eine Fläche von 350 Acres (etwa 141 Hektar) neben Kanalschleuse 15 und ließen einen Katasterplan für eine Siedlung namens Spencerville erstellen. Der Name des Orts wurde in Anlehnung an William Spencer aus Newark, einen der Kanalplaner, gewählt.
Um eine Getreidemühle herum entstanden östlich des Kanals in kurzer Zeit dutzende Gebäude, zumal die Bewohner eines 1835 etwa drei Kilometer östlich angelegten Dorfs namens Hartford komplett in den neuen, am Kanal gelegenen Ort umzogen. Hartford wurde aufgegeben; lediglich ein Friedhof bestand dort noch bis in die 1970er-Jahre.
Auf der Westseite des Kanals entstand wenige hundert Meter nördlich von Spencerville an der Schleuse 16 ebenfalls eine Siedlung. In dem Acadia genannten Ort wurde 1854 ein Postamt eingerichtet. 1867 wurde Acadia in das größere Spencerville eingemeindet.
In den 1870er-Jahren eröffnete die Chicago & Atlantic Railway eine von Marion und Lima durch Spencerville Richtung Westen führende Bahnstrecke, die Anfang der 1880er-Jahre Chicago erreichte. Ab 1895 war sie Teil des Erie-Railroad-Konzerns und dessen Hauptstrecke nach Chicago. In den 1880er-Jahren wurde ferner eine Schmalspurbahn von Dayton nach Delphos errichtet, die in Spencerville die Strecke der Chicago & Atlantic Railway kreuzte. 1891 wurde die Schmalspurbahn nach Übernahme durch die Cincinnati, Hamilton and Dayton Railway auf Regelspur umgebaut, jedoch bereits 1922 stillgelegt und abgebaut.
1913 wurde der Miami und Erie-Kanal aufgegeben, nachdem ein Hochwasser um Dayton den Kanalverlauf entlang des Great Miami River zerstört hatte und ein Wiederaufbau durch die Konkurrenz der Eisenbahnen unwirtschaftlich war. Im Ortsbereich von Spencerville blieb ein Teilstück des Kanals erhalten, ebenso der als Deep Cut bezeichnete, bis zu 16 Meter tiefe Einschnitt rund zwei Kilometer südlich des Dorfs.
Die Erie Railroad hatte sich 1960 mit einer weiteren Bahngesellschaft zur Erie Lackawanna Railroad zusammengeschlossen, musste 1972 aber dennoch Insolvenz anmelden. Sie wurde 1976 in die Auffanggesellschaft Consolidated Rail Corporation (Conrail) eingegliedert, die jedoch keine Verwendung für die durch Spencerville führende Strecke Marion–Chicago hatte. Für den lokalen Güterverkehr übernahm stattdessen 1978 die neu gegründete Spencerville & Elgin Railroad den Streckenteil von Lima über Spencerville bis zur Bundesstaatsgrenze nach Indiana. Seit 1996 ist hier die R. J. Corman Railroad Western Ohio Line tätig.

## Infrastruktur

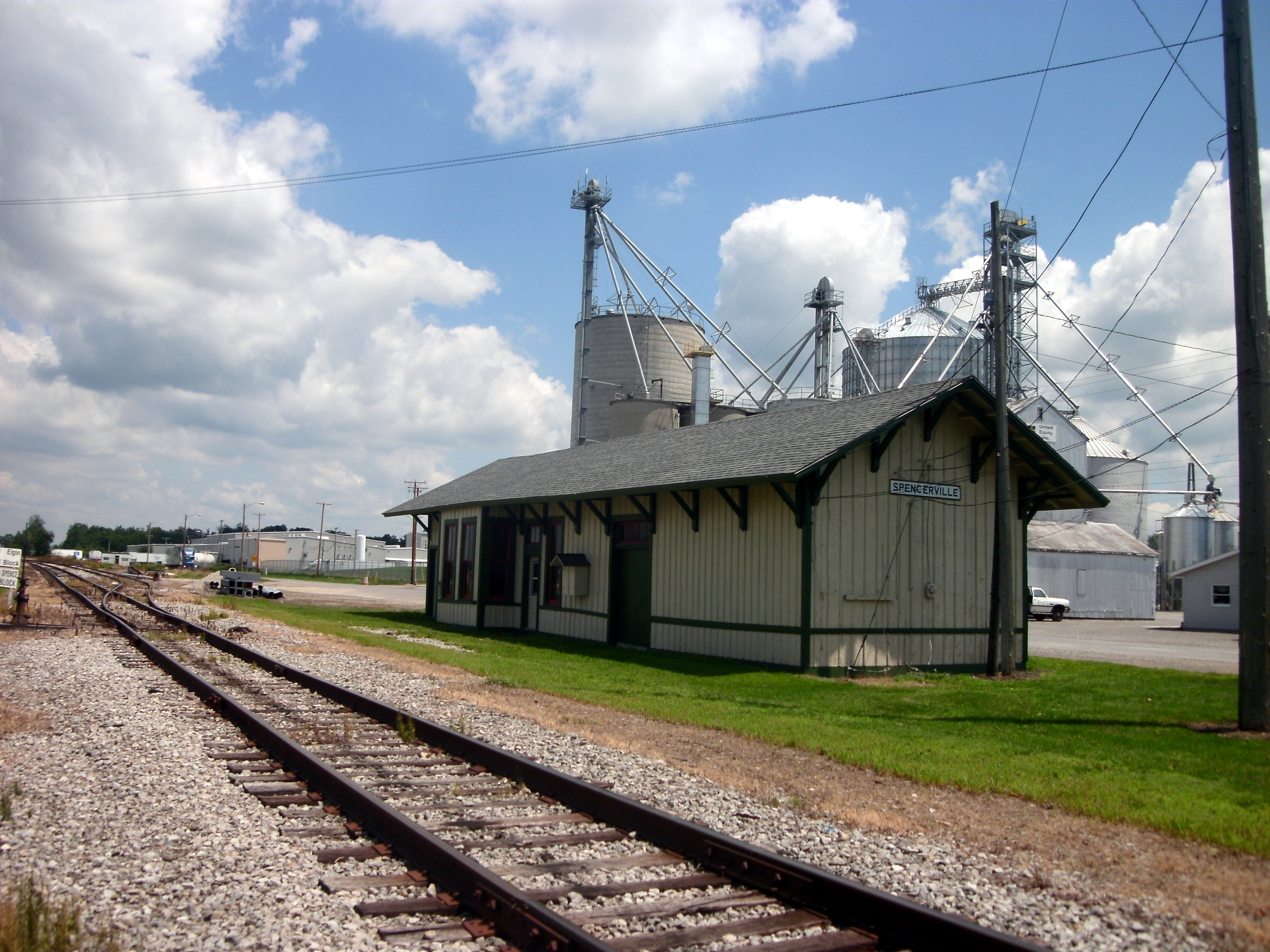
Bahnhofsgebäude in Spencerville

### Verkehr
In Spencerville kreuzen sich die Staatsstraßen Ohio State Route 66 (Nord-Süd) und 117 (Ost-West). Der nächstgelegene Interstate Highway ist Interstate 75 in Lima.
Im Norden des Dorfs quert eine heute durch die R. J. Corman Railroad Western Ohio Line betriebene Bahnstrecke das Ortsgebiet, die ausschließlich im Güterverkehr genutzt wird. Ein Industriebetrieb in Spencerville besitzt ein Anschlussgleis.

### Bildung
Spencerville liegt im gleichnamigen Schulsprengel und ist Standort von Elementary School, Middle School und High School.